# Parlament von Curaçao

Wappen von Curaçao

Das Parlament von Curaçao (Papiamentu: Parlamento di Kòrsou; Niederländisch: Staten van Curaçao) ist das Parlament von Curaçao (Corsou), ein autonomes Land innerhalb des Königreichs der Niederlande.
Es besteht aus 21 Mitgliedern, die bei allgemeinen Wahlen für eine Amtszeit von vier Jahren gewählt werden. Das erste Parlament wurde am 10. Oktober 2010 nach der Auflösung der Niederländischen Antillen eingesetzt und bestand aus den Mitgliedern des am 27. August 2010 gewählten Inselrats. Der erste Parlamentspräsident war Ivar Asjes von Pueblo Soberano (PS), während Amerigo Thodé von der Movementu Futuro Korsou (MFK) der stellvertretende Parlamentspräsident war. Derzeitiger Parlamentspräsident ist Fergino Brownbill von der MFK.

## Geschichte der Parlamentsgebäude und historische Persönlichkeiten

### Geschichte von Rathaus und Tagungsraum

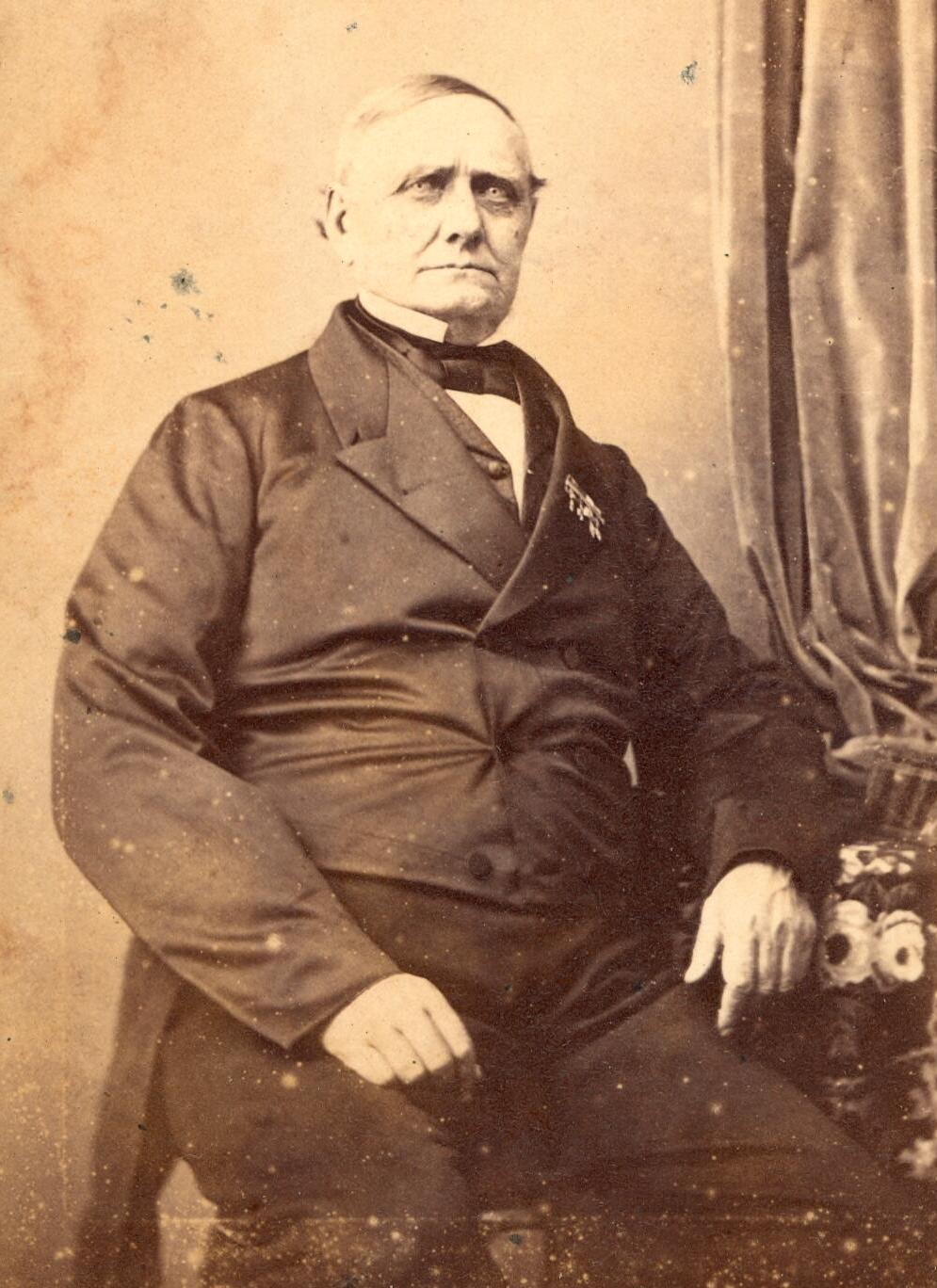
Unter Gouverneur Isaac Johannes Rammelman Elsevier entstand von 1858 bis 1861 das Raadhuis, das erste Parlamentsgebäude.

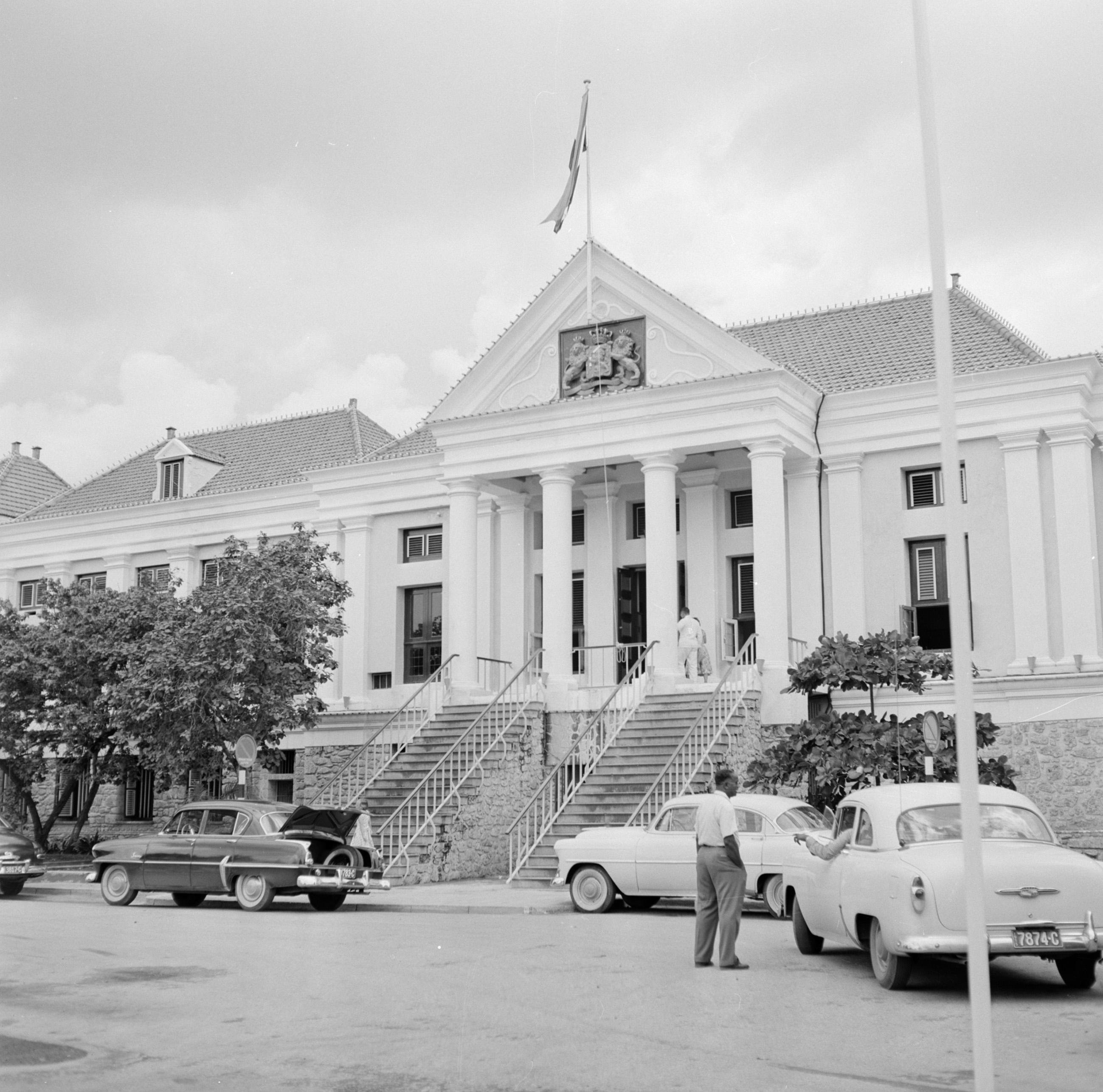
Das Raadhuis am Wilhelminaplein in Willemstad (1955).

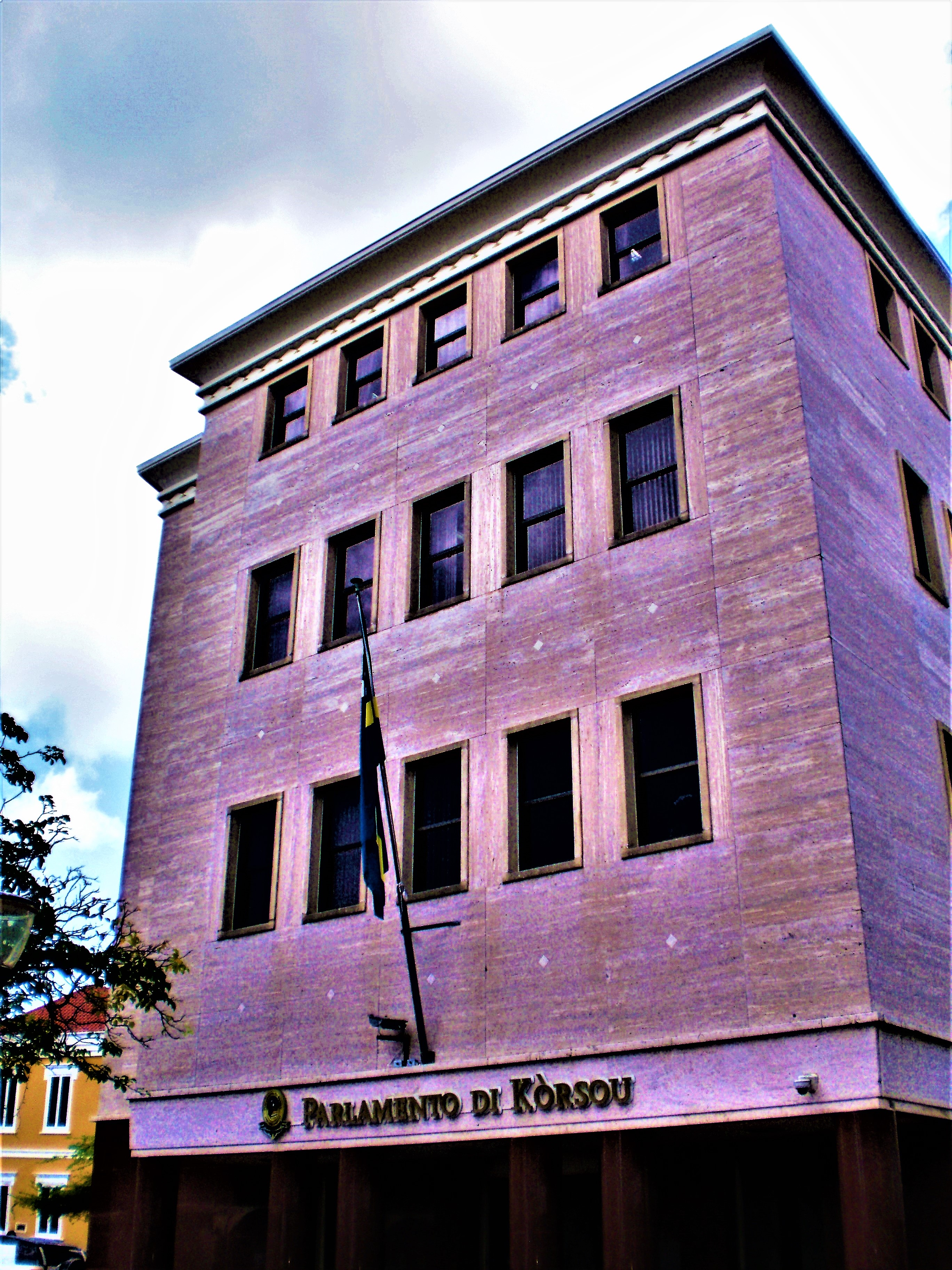
Das Statengebouw in Willemstad, Sitz des heutigen Parlaments von Curaçao.

1852 teilte Gouverneur Isaac Johannes Rammelman Elsevier dem Minister für Kolonialangelegenheiten Charles Ferdinand Pahud in Den Haag mit, dass der Gouverneurspalast (Gouvernementshuis) zu klein geworden sei, um die Aufgaben des Gouverneurs, des Kolonialrats und des Gerichtshofs zu erfüllen. Der Ort war so überfüllt, dass die Residenz des Gouverneurs für Arbeitsangelegenheiten genutzt wurde. Der Gouverneur schlug dem Kolonialminister daher vor, ein Gebäude zu errichten, in dem sowohl das Gericht, der Kolonialrat als auch das Gefängnis untergebracht werden sollen, das sich in einem prekären Zustand befand. Am 15. April 1858 begann der Bau des Raadhuis und am 1. Januar 1861 wurde das Gebäude in Betrieb genommen. Der nachfolgende Gouverneur Johannes Didericus Crol entschied, dass der südliche Teil des Gebäudes vom Kolonialrat und der untere vom Gerichtshof genutzt werden sollte. Der Keller diente als Gefängnis mit 12 Zellen und zwei Küchen. Kurz nach der Eröffnung des Raadhuis begannen die Menschen, in diesem Gebäude zu heiraten, und von diesem Moment an wurde es auch Stadhuis genannt. Fünfzig Einheimische bauten dieses Gebäude unter der Anleitung mehrerer Mitglieder der niederländischen Marine. Das Stadhuis ist eines der ersten Beispiele des neoklassizistischen Baustils auf Curaçao.
Seit seiner Gründung am 5. April 1938 tagte das Parlament im Sitzungssaal des Raadhuis (später in Stadhuis umbenannt) am Wilhelminaplein. Auch die Vertretung vor dem Parlament, der Kolonialrat (Konseho Kolonial), tagte hier von 1861 bis März 1938. Der Sitzungssaal des Parlaments wurde im Laufe der Jahre mehrfach umgebaut und renoviert, um den Anforderungen der Zeit gerecht zu werden. Anfangs bestand das Raadhuis nur aus einer Etage. Bald wurde der Platz für die gesamte Arbeit des Kolonialrats und seiner verschiedenen Ausschüsse ungenutzt gelassen, und man beschloss, eine drastische Veränderung vorzunehmen. Das Gebäude wurde um ein zweites Stockwerk erweitert, in dem sich heute der Sitzungssaal befindet. Der Entwurf für den Raum stammte vom Ingenieur H. J. Nolte. Tatsache ist, dass nicht genügend Platz vorhanden war, um den Besprechungsraum auf einer einzigen Etage unterzubringen und außerdem Büroräume für die Mitarbeiter des Parlamentssekretärs vorzuhalten. Von 1951 bis 2002 teilte sich der Inselrat von Curaçao den Sitzungssaal des Parlaments. Die Nutzung der Räume zwischen dem Inselrat und dem Parlament verlief nicht ohne Probleme und Kontroversen. Im Laufe der Jahre wurden die Büros des Parlaments umgebaut und renoviert. Am bedeutendsten war der Wiederaufbau des Kellers nach dem Umzug des Gefängnisses.

### Historische Persönlichkeiten

#### Generéux Jacob Richard de Lima (1811–1878)
Generéux Jacob Richard de Lima („Shon Genereus“) wurde am 1. März 1868 von König Wilhelm II. in den Kolonialrat (Konseho Kolonial) berufen und war somit das erste farbige Mitglied. Während einer Sitzung des Kolonialrats am Montag, dem 22. November 1869, war De Lima der erste, der aufstand und ein Ende der Diskriminierung von Corsou und den Kindern von Corsou forderte. Er wollte, dass auch auf Corsou, wie auf den anderen Inseln, die Möglichkeit besteht, für seine Vertreter zu stimmen. Sein Antrag wurde abgelehnt.

#### Abraham Mendez Chumaceiro (1841–1902)
Abraham Mendez Chumaceiro gilt als Sprecher einer Gruppe, die in Corsou entstand und eine Einschränkung des Wahlrechts auf Grundlage von Einkommen und Bildung forderte. In seinem Artikel „Wird das Wahlrecht auf Curaçao zu Kannibalismus führen?“ antwortete Chumaceiro einem niederländischen Beamten, der im Namen der weißen protestantischen Elite in einer früheren Veröffentlichung erklärt hatte, das Wahlrecht würde Corsou zu Kannibalismus, Götzendienst und Hexerei führen. Chumaceiro hat seinen Plan zum Wahlrecht nie im Detail dargelegt, meinte aber, er „verdiene eine gründliche Untersuchung.“

#### John Horris Sprockel (1892–1970)
John Horris Sprockel war der erste Präsident des „Staten van Curaçao“, als dieser am 5. April 1938 ins Amt kam. „Staten van Curaçao“ war zu dieser Zeit als Staten van de Nederlandse Antillen das Parlament der Inseln Corsou, Aruba, Bonaire, Sint Maarten, Sint Eustatius und Saba. Sprockels Laufbahn im Parlament begann nicht mit einer Volksabstimmung, sondern der Gouverneur ernannte ihn zum Präsidenten des ersten Parlaments. Damals wurden zehn der fünfzehn Parlamentsmitglieder gewählt, während fünf vom Gouverneur ernannt wurden. 1932 ernannte Königin Wilhelmina John Horris Sprockel zum Abgeordneten des Kolonialrats, der als koloniale Version des heutigen Parlaments gilt. Im November 1941 wurde Sprockel zum ersten Mal durch Volksabstimmung gewählt. John Horris Sprockel war von April 1938 bis 1945 Präsident des Parlaments von Curaçao. Er war außerdem der erste Bildungsminister im ersten Regierungsrat (Regeringsraad) der Niederländischen Antillen (1951–1954).

#### Moises Frumencio da Costa Gomez (1907–1966)

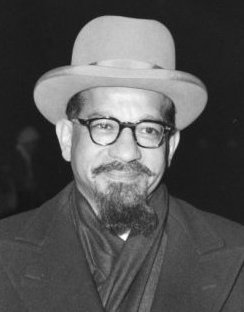
Moises Frumencio da Costa Gomez war 1949 und erneut von 1951 bis 1954 Premierminister der Niederländischen Antillen.

Moises Frumencio da Costa Gomez war am 5. April 1938 in das erste Parlament des Landes eingezogen, das am 3. Juni 1938 den ersten Gesetzentwurf zur Ausweitung der jungen Demokratie vorlegte, die das Land 1937 erhalten hatte. Darauf folgten viele Veränderungen, die in der Verwirklichung des ersten Teils seines Traums gipfelten: der Autonomie. Das allgemeine Wahlrecht wurde 1948 Wirklichkeit, die teilweise innere Autonomie (Interimsregeling) wurde 1951 Wirklichkeit und die innere Autonomie des Statut wurde 1954 formalisiert. Er war zudem 1949 und erneut von 1951 bis 1954 Premierminister der Niederländischen Antillen.

#### Modesto Apostel „Chano“ Margaretha (1911–1990)
Modesto „Chano“ Margaretha war der erste Mensch, der sich während einer Debatte im Inselrat am 8. Februar 1958 für Papiamentu einsetzte. Obwohl Chano Margaretha daran gehindert wurde, blieb er hartnäckig und blieb in der Sprache. Er war überzeugt, dass die Menschen, die ihn gewählt hatten, ihn verstehen sollten, wenn er seine Argumente im Inselrat vorträgt. Für Margaretha ist Demokratie bedeutungslos, wenn die Menschen, die sie vertritt, ihrem Parlamentarier nicht folgen können.

## Abgeordnete

### Zulassung eines Abgeordneten

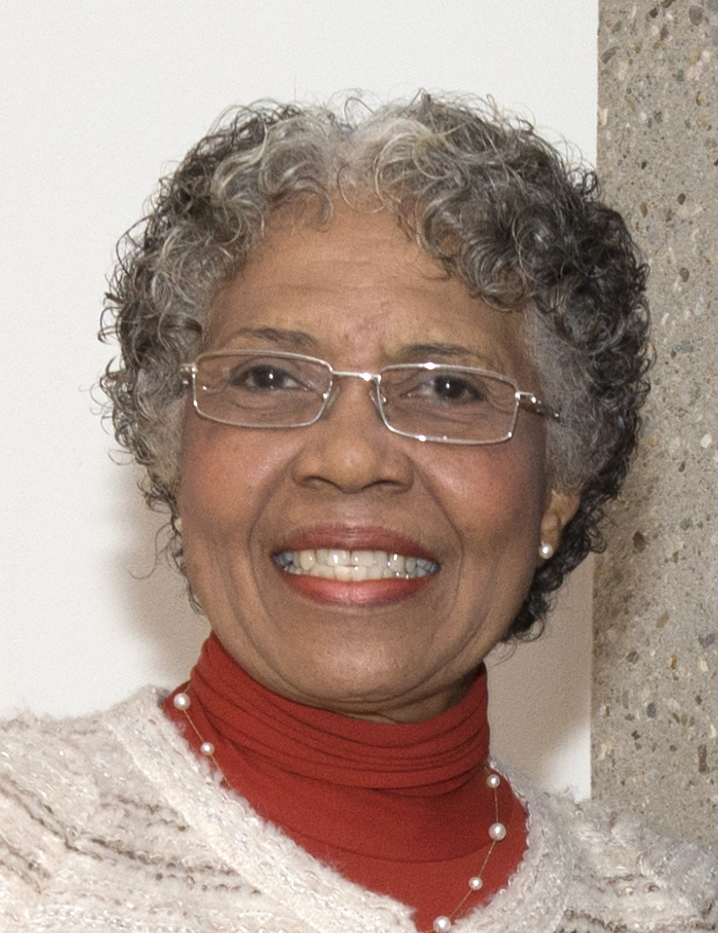
Lucille George-Wout ist seit 2013 Gouverneurin von Curaçao.

Um Abgeordneter zu werden, muss der Kandidat seinen Wohnsitz in Corsou haben, die niederländische Staatsbürgerschaft besitzen, das 18. Lebensjahr vollendet haben und darf nicht durch ein Gerichtsurteil vom Wahlrecht ausgeschlossen sein. Nachdem der Oberste Wahlrat die Wahlergebnisse festgestellt hat, reichen die gewählten Mitglieder ihre Mandate beim Parlament ein. Zu den Qualifikationen gehören:
- die an den Kandidaten gerichtete Benachrichtigung des Vorsitzenden des Obersten Wahlrates (Konseho Supremo Elektoral) über seine Wahl;
- der Nachweis, dass der Präsident des Obersten Wahlrats vom Kandidaten die Annahme seiner Wahl erhalten hat;
- eine vom Kandidaten unterzeichnete Erklärung, dass er die Anforderungen des Gesetzes über die Parteienfinanzierung nicht verletzt hat. Mit der Berechtigung muss das Mitglied eine Erklärung vorlegen, dass es nicht gegen das Parteienfinanzierungsgesetz verstoßen hat.

Hierzu gehört auch die Prüfung, ob der Kandidat, der Abgeordneter werden möchte, eine Funktion ausübt, die mit der eines Abgeordneten unvereinbar ist. Diese Funktion kann beispielsweise sein:
- Amtierender Gouverneur
- Mitglied des Beirats (Hunta di Konseho)
- Mitglied des Rechnungshofes (Kontrolaria General)
- Minister
- Generalankläger (Prokurador General)
- Generalstaatsanwalt (Abogado General)
- aktiver Beamter im öffentlichen Dienst

### Legislaturperiode
Die Mitglieder des Parlaments werden für vierJahre gewählt. Eine Legislaturperiode umfasst vier Parlamentsjahre. Am zweiten Dienstag im September beginnt ein neues Parlamentsjahr. Bei dieser Gelegenheit stellt der Gouverneur von Corsou im Namen der Regierung in einer feierlichen Sitzung die Leitung des bald beginnenden Parlamentsjahres vor. Darüber hinaus legt der Finanzminister dem Parlament den Staatshaushalt für das kommende Jahr vor.

### Rücktritt eines Abgeordneten
Niemand kann einen Abgeordneten zum Rücktritt zwingen. Der Sitz gehört dem gewählten Abgeordneten. Der Abgeordnete selbst kann sein Amt auf eigenen Wunsch niederlegen. In einem solchen Fall leitet der Oberste Wahlrat das Verfahren ein, um einen neuen Kandidaten auf die Liste der betreffenden politischen Partei zu bringen. Obwohl der Abgeordnete als Mitglied einer politischen Partei seinen Wahlkampf selbst geführt und die Organisation seiner Partei unterstützt hat, wird er vom Volk persönlich gewählt. Während seiner Amtszeit ist ein Abgeordneter nicht an die Ansichten seiner Partei gebunden. Tritt der Abgeordnete zurück, kann er den Sitz seiner Partei überlassen, er kann ihn aber auch behalten und sich als parteiloser Unabhängiger im Parlament positionieren und so eine eigene Fraktion gründen.

### Parlamentarische Immunität
Ein Parlamentsmitglied genießt parlamentarische Immunität. Mit anderen Worten: Ein Parlamentsmitglied kann für seine schriftlichen Äußerungen oder die von ihm während einer Parlamentssitzung vorgelegten Dokumente nicht strafrechtlich verfolgt werden. Die Staatsanwaltschaft ist nicht befugt, tätig zu werden, wenn ein Abgeordneter einen Kollegen oder eine andere Person während einer Parlamentssitzung beleidigt oder kränkt. Außerhalb des Plenarsaals abgegebene Erklärungen unterliegen nicht der parlamentarischen Immunität.

## Wahlen

### Wahl vom 27. August 2010

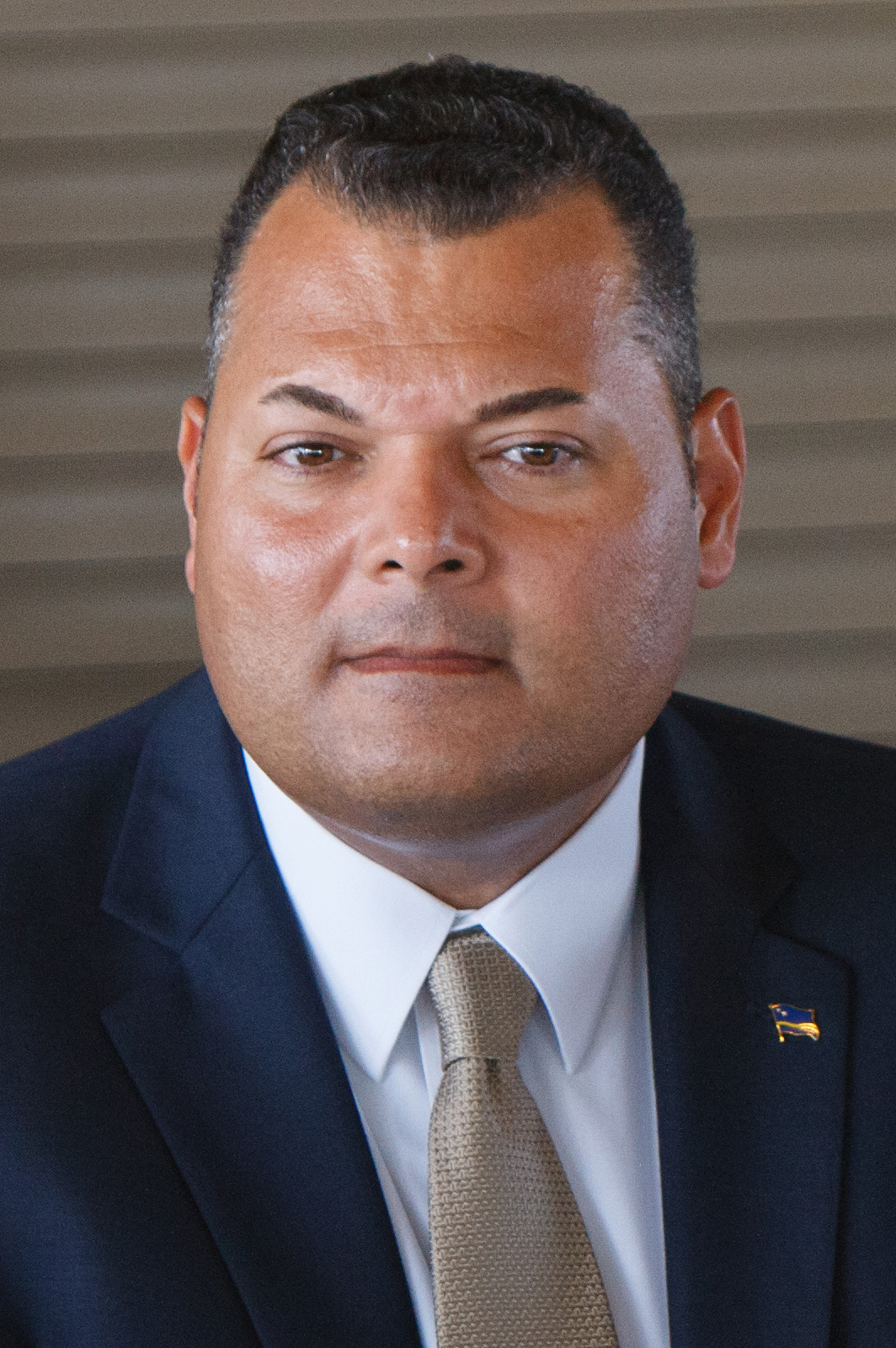
Ivar Asjes war zwischen 2010 und 2012 erster Parlamentspräsident sowie von 2013 bis 2015 vierter Premierminister von Curaçao.

Bei den Parlamentswahlen in Curaçao am 27. August 2010 gewann die Antillen-Umstrukturierungspartei PAR(Partido Antiá Restrukturá) 30,2 Prozent der Stimmen (8 von 21 Sitzen), die Bewegung für die Zukunft von Curaçao MFK (Movementu Futuro Kòrsou) 21,5 Prozent (5 Mandata), das Souveräne Volk (Pueblo Soberano) 18,7 Prozent (4 Sitze), die Neue Antillenbewegung (Movementu Antia Nobo) 8,8 Prozent (2 Mandate), die Front zur Arbeiterbefreiung 30. Mai ( Partido Frente Obrero Liberashon 30 Di Mei) 6,5 Prozent (1 Sitz) und die Nationale Volkspartei ( Partido Nashonal di Pueblo) 6,2 Prozent (1 Mandat). Die Wahlbeteiligung lag bei 65,8 Prozent.

### Wahl vom 19. Oktober 2012
Bei den Parlamentswahlen am 19. Oktober 2012 erhielt das Souveräne Volk 22,6 Prozent der Stimmen (5 von 21 Sitzen), die Bewegung für die Zukunft von Curaçao 21,2 Prozent (5 Mandate), die Partei der Echten Alternative 19,7 Prozent (4), die Partei für sozialen Fortschritt und Innovation PAIS (Partido pa Adelanto I Inovashon Soshal) 17,7 Prozent (4 Sitze), die Bewegung der Neuen Antillen 9,5 Prozent (2 Mandate) und die Nationale Volkspartei 5,9 Prozent (1 Sitz). Die Wahlbeteiligung liegt bei 74,5 Prozent.

### Wahl vom 5. Oktober 2016
Die Regierung von Premierminister Bernard Whiteman trat am 4. Oktober 2016 einen Tag vor den Wahlen zurück. Bei diesen Wahlen am 5. Oktober erhielt die Partei MAN 16,2 Prozent der Stimmen (4 von 21 Sitzen), die Bewegung für die Zukunft von Curaçao 16 Prozent (4 Mandate), die Antillen-Restrukturierungspartei 15,1 Prozent (4 Sitze), Korsou di Nos Tur 10,4 Prozent (3 Mandate), die Nationale Volkspartei 8,8 Prozent (2 Sitze) und Souveränes Volk 6,7 Prozent (2 Mandate). Die Wahlbeteiligung lag bei etwa 70 Prozent. Am 28. Oktober 2016 wurde Kenneth Gijsbertha zwar zum Regierungsbildner (Formateur) ernannt, allerdings wurde Hensley Koeiman am 23. Dezember 2016 neuer Premierminister.

### Wahl vom 28. April 2017

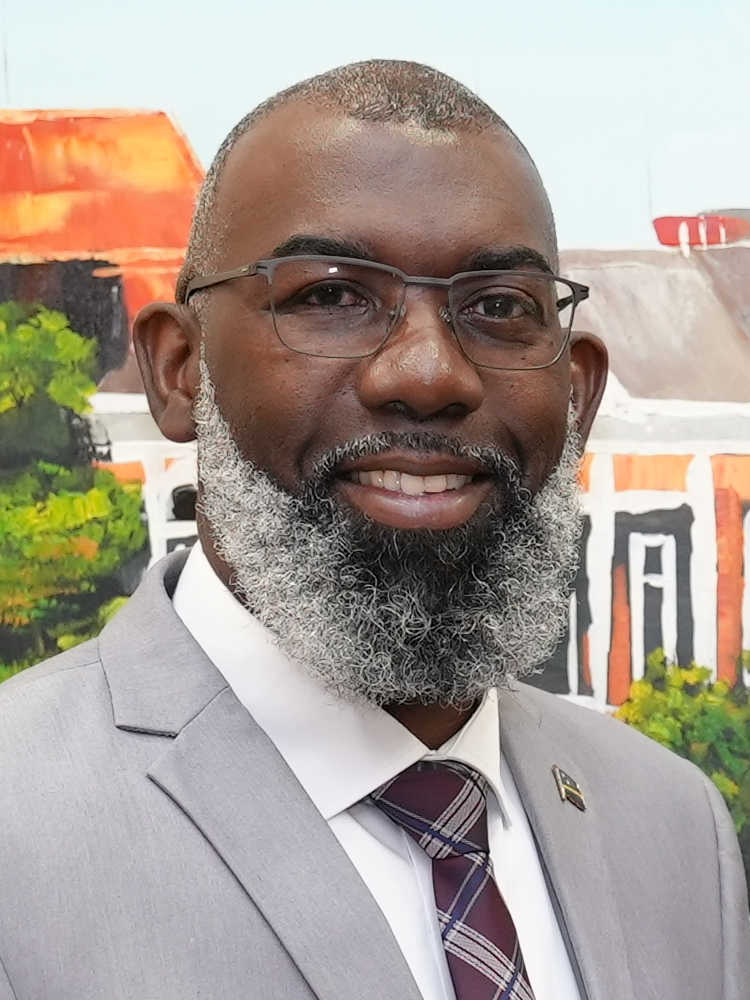
Gilmar Pisas war 2017 Parlamentspräsident und Premierminister und ist seit 2021 abermals Premierminister von Curaçao.

Im Rahmen der Parlamentswahlen am 28. April 2017 trat die Regierung von Premierminister Gilmar Pisas zurück. Die Reale Alternative Party PAR (Partido Alternativa Real) erhielt 23,3 Prozent der Stimmen (6 von 21 Sitzen), die MAN-Partei 20,4 Prozent (5 Mandate), die Bewegung für die Zukunft von Curaçao 19,9 Prozent (5 Sitze), Korsou di Nos Tur 9,4 Prozent (2 Mandate), die Nationale Innovationspartei 5,3 Prozent (1 Sitz), das Souveräne Volk 5,1 Prozent (1 Mandat) und die Progressive Bewegung 4,9 Prozent (1 Sitz). Die Wahlbeteiligung liegt bei 66,5 Prozent.

### 19. März 2021
Premierminister Eugene Rhuggenaath trat am 18. März 2021 einen Tag vor den Wahlen am 19. März 2021 zurück. Bei diesen Wahlen erhielt die Bewegung für die Zukunft von Curaçao 28,1 Prozent der Stimmen (9 von 21 Sitzen), die Reale Alternative Partei 14,1 Prozent (4 Mandate), die Nationale Volkspartei 12,6 Prozent (4 Sitze), die MAN-Partei 6,5 Prozent (2 Mandate), Kòrsou Esun Miho KEM 5,4 Prozent (1 Sitz) und Work for Curaçao 5,3 % (1 Mandat). Die Wahlbeteiligung lag bei 73,5 Prozent. Am 23. März 2021 ernannte Gouverneurin Lucille George-Wout Rutsel Martha und Chester Peterson zu Informeuren für die Regierungsbildung. Gouverneurin Lucille George-Wout gab am 10. Juni 2021 bekannt, dass am 14. Juni 2021 eine neue Regierung unter der Führung von Gilmar Pisas als Premierminister vereidigt wird. Zur Regierung gehörte auch Javier Silvania als Finanzminister.

### 21. März 2025
Die Regierung von Premierminister Gilmar Pisas trat am 20. März 2025 im Vorfeld der Parlamentswahlen am 21. März 2025 zurück. Bei diesen Wahlen erhielt die Bewegung für die Zukunft Curaçaos (MFK) 55,2 Prozent der Stimmen (13 von 21 Sitzen), die Nationale Volkspartei 16,3 Prozent (4 Mandate), die Reale Alternative Partei 10 Prozent (2 Sitze) und die MAN-PIN 8,5 Prozent (2 Mandate). Die Wahlbeteiligung liegt bei 67,5 Prozent. Am 25. März 2025 beauftragte Gouverneurin Lucille George-Wout die MFK mit der Regierungsbildung. Gouverneurin Lucille George-Wout ernannte am 11. April 2025 abermals Chester Peterson zum „Formateur“,

## Aktuelle Mitglieder

Zusammensetzung des Parlameents (2025): Regierung=MFK (13); Opposition: PNP (4), PAR (2), MAN (2).

Dem aktuellen Parlament gehören derzeit 21 Abgeordnete (Parlamentario beziehungsweise Statenlid) in vier Fraktionen an, und zwar: Movementu Futuro Kòrsou (MFK) mit 13 Sitzen (61,9 Prozent), die auch die Regierung stellt, sowie die drei Oppositionsparteien: Partido Nashonal di Pueblo (PNP) mit 4 Mandaten (19 Prozent), Partido Alternativa Real (PAR) mit 2 Sitzen (9,5 Prozent) und Partido MAN (MAN) mit 2 Mandaten (9,5 Prozent).

### Movementu Futuro Kòrsou (MFK)
- Gilmar Pisas, Shalten Hato, Charetti America-Francisca, Rigoletto Thodé, Javier Silvania, Sithree Van Heydoorn, Charles Cooper, Gilbert Doran, Juniël Carolina, Fergino Brownbill (Parlamentspräsident), Maria Nita, David Seferina (Fraktionsvorsitzender) und Ramón Yung (Vize-Parlamentspräsident).

### Partido Nashonal di Pueblo (PNP)
- Ornelio Martina, Ruisandro Cijntje, Sheldry Osepa und Ruthmilda Larmonie-Cecilia (Fraktionsvorsitzende).

### Partido Alternativa Real (PAR)
- Shaheen Elhage und Quincy Girigorie (Fraktionsvorsitzender).

### Partido MAN / PIN
- Susanne Camelia-Römer und Giselle McWilliam (Fraktionsvorsitzende).

## Aufgaben des Parlaments
Eine der wichtigsten Aufgaben des Parlaments besteht darin, gemeinsam mit der Regierung von Corsou Gesetze zu erlassen. Ein Gesetzentwurf tritt in Kraft, wenn das Parlament ihm mehrheitlich zustimmt und die Regierung das Gesetz veröffentlicht. Neben dieser Gesetzgebungsaufgabe kommt dem Parlament die Aufgabe zu, die Regierung zu kontrollieren.

### Außenbeziehungen
Die Delegationen der Parlamente von Corsou, Aruba, St. Maarten und den Niederlanden treffen sich zweimal jährlich im Rahmen einer interparlamentarischen Konferenz. Diese Konferenz findet jeweils in einem der vier genannten Länder statt.
Darüber hinaus ist das Parlament von Corsou der Organisation lateinamerikanischer Parlamente namens Parlatino angeschlossen, die 1964 in Lima, Peru, gegründet wurde. Das Parlament von Corsou ist auch der internationalen Parlamentsorganisation COPA (Confederación Parliamentaria de las Américas), angeschlossen. Das Parlament von Corsou hat außerdem die Mitgliedschaft bei der IPU beantragt, der 1889 gegründeten Interparlamentarischen Union.

## Parlamentspräsident
Nach der Einsetzung einer neuen Parlamentskonstellation wählt das Parlament einen Präsidenten (Vooritter) und einen Vizepräsidenten. Der Vizepräsident und anschließend das Mitglied mit der längsten Dienstzeit im Parlament oder das älteste Mitglied des Parlaments fungieren als Stellvertreter des Präsidenten während seiner Abwesenheit. Derzeitiger Parlamentspräsident ist Fergino Brownbill und Vize-Parlamentspräsident ist Ramón Yung, die beide der MFK angehören.

### Liste der Präsidenten und Vizepräsidenten des Parlaments
| Präsident Partei                     | Vizepräsident Partei           | Periode                            |
| ------------------------------------ | ------------------------------ | ---------------------------------- |
| Ivar Asjes PS                        | Amerigo Thodé MFK              | 2010–2012                          |
| Dean Rozier Parteiloser, ehemals MFK | Anthony Godett FOL             | 2012                               |
| Amerigo Thodé MFK                    | Jaime Córdoba PS               | 2. November 2012–10. Dezember 2012 |
| Marcolino Franco PAIS                | Jaime Córdoba PS               | 2012–2015                          |
| Marcolino Franco PAIS                | Humphrey Davelaar PNP          | 2015–2016                          |
| Humphrey Davelaar PNP                | Jaime Córdoba PS               | 2016–2017                          |
| Giselle McWilliam MAN                | Marilyn Alcalá-Wallé PAR       | 2017                               |
| Gilmar Pisas MFK                     | Norberto Ribeiro KdnT          | 2017                               |
| Amerigo Thodé MFK                    | Eduard Braam                   | 24. März 2017–11. Mai 2017         |
| William Millerson PAR                | Giselle McWilliam Partido MAN  | 11. Mai 2017–3. Juni 2020          |
| Ana-Maria Pauletta PAR               | Giselle McWilliam Partido MAN  | 3. Juni 2020–11. Mai 2021          |
| Charetti America-Francisca MFK       | Ruthmilda Larmonie-Cecilia PNP | 11. Mai 2021–2025                  |
| Fergino Brownbill MFK                | Ramón Yung MFK                 | Seit 2025                          |

### Geschäftsordnung
Die Art und Weise, wie das Parlament seine Sitzungen durchführt, die Autorität des Parlamentspräsidenten und die Art und Weise, wie Entscheidungen im Parlament getroffen und genehmigt werden, sind unter anderem einige der Regelungen, die in der Geschäftsordnung (Reglamento di Òrdu) des Parlaments ausführlich beschrieben werden.

## Ausschüsse

### Feste (oder ständige) Ausschüsse
Das Parlament kann für jedes Ministerium einen ständigen Ausschuss einrichten. Darüber hinaus gibt es einen Ausschuss für Inneres, einen Ausschuss für Königreichsangelegenheiten und interparlamentarische Beziehungen und einen Ausschuss für parlamentarische Verfahren. Die ständigen Ausschüsse leisten alle vorbereitenden Arbeiten und erstatten der Zentralkommission des Parlaments Bericht bzw. beraten es.

### Temporäre Ausschüsse
Das Parlament kann zu einem bestimmten Thema einen nichtständigen Ausschuss mit einer verkürzten, festgelegten Amtszeit einrichten.

### Zentralkommission
Die Zentralkommission ist normalerweise für die Öffentlichkeit zugänglich. Das Parlament könnte beschließen, dies hinter verschlossenen Türen zu belassen. Die Zentralkommission führt seinerseits vorbereitende Arbeiten durch, um die öffentliche Versammlung des Parlaments direkt zu beraten und zu berichten. Eine sehr wichtige Aufgabe der Zentralkommission besteht darin, Berichte über Gesetzesentwürfe zu veröffentlichen, damit das Gesetz zur Behandlung in der öffentlichen Sitzung verabschiedet werden kann. Im Falle eines Gesetzesentwurfs veröffentlicht die Zentralkommission über den Gouverneur einen Bericht, der an die Regierung von Corsou gerichtet ist. Die Zentralkommission kann unter anderem auch Entscheidungen über Dienstreisen treffen.
Die Plenarsitzung ist als öffentliche Sitzung für die Öffentlichkeit zugänglich. In diesen Sitzungen werden Entscheidungen getroffen, beispielsweise Gesetze für das Land verabschiedet und auch andere Empfehlungen und Berichte der Zentralkommission besprochen.

## Parlamentssekretariat
Das Parlament ernennt einen Parlamentssekretär (Grefir), der für die Leitung des Parlamentssekretariats (Sekretariado) verantwortlich ist und Generalsekretär des Parlaments ist. Der Sekretär selbst darf kein Mitglied des Parlaments sein. Der stellvertretende Schriftführer (Grefir supstituto) vertritt den Parlamentssekretär während seiner Abwesenheit. Der Sachbearbeiter berät alle Mitarbeiter des Sekretariats. Zu den Aufgaben des Parlamentssekretärs gehören unter anderem:
- Vorbereitung der Sitzungen des Parlaments;
- Leistung von Rechtsbeistand für den Parlamentspräsidenten;
- Unterstützung der Abgeordneten in Verwaltungs- und Rechtsangelegenheiten im weitesten Sinne;
- Sicherstellung der Umsetzung der vom Parlament gefassten Beschlüsse;
- Vorbereitung der Projektion des Parlamentshaushalts und des Entwurf der Jahresplanung.anderem einige der Regelungen, die in der Geschäftsordnung (Reglamento di Òrdu) des Parlaments ausführlich beschrieben werden.[29]

Derzeitiger Parlamentssekretär ist S. R. Cijntje, ein Anwalt mit umfassender Erfahrung, der in den Niederlanden und auf Curaçao für Abteilungen der Regierung der Antillen und des Inselgebiets gearbeitet hat. Als Sachbearbeiter betreut er rund 40 öffentliche Angestellte im Parlamentssekretariat.